# Кортико-висцеральная теория
Кортико-висцеральная теория (от лат. «cortex» — кора и «viscera» — внутренности) — учение о взаимодействии между корой головного мозга и внутренними органами. Теория разработана К. М. Быковым, который развивал учения школы И. П. Павлова. В ходе экспериментов было доказано влияние коры головного мозга на работу внутренних органов и их систем. Результаты исследований позволили показать и объяснить психическое влияние на ряд заболеваний (кортико-висцеральная патология).
Работы по изучению кортико-висцерального взаимодействия считаются предпосылками учения о психосоматике, теоретической основой биологической обратной связи (БОС).

## Общие положения теории
Исходя из постулатов школы Павлова о влиянии внешних факторов среды через головной мозг на внутренние органы путём условнорефлекторной регуляции, которая включает в себя и обратные процессы передачи импульсов от внутренних органов в головной мозг, был проведен ряд исследований (К. М. Быков (1947), И. Т. Курцин (1956), В. Н. Черниговский (1960), экспериментально показывающий схему этого процесса (в патологических случаях «порочного круга»). Исследовалась чувствительность внутренних органов при раздражении различными стимулами, что заложило основу учения об интерорецепции. Ранее, методом электрического раздражения коры больших полушарий головного мозга, уже было показано их влияние на внутренние органы: изменение дыхания, деятельности сердца, кишечника, мочевого пузыря (В. Я. Данилевский, Н. А. Миславский, В. М. Бехтерев).

## Примеры
При сильных эмоциональных возбуждениях сигнализация от внутренних органов достигает коры головного мозга особенно отчетливо, соответственно при длительности таких влияний (затяжной стресс, застойные эмоциональные возбуждения, психическая травма) происходят патологические процессы, на почве которых возникают неврозы и другие расстройства высшей нервной деятельности, а также в таких условиях происходят нарушения внутренних органов.

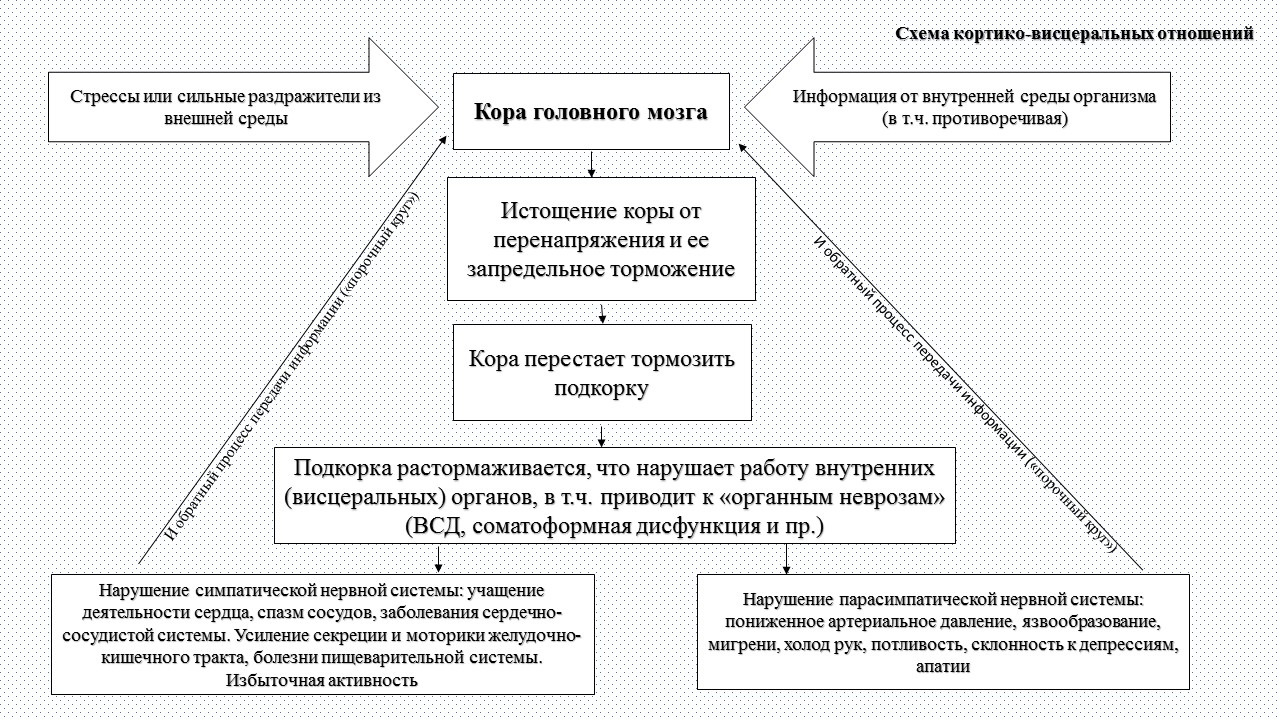
Схема "Кортико-висцеральные отношения"

Такие нарушения могут быть при неврозе беременных (см. Гестоз#Этиология и патогенез), язве желудка вследствие сильной мотивации к цели, но невозможности её осуществить, гипертонической болезни вследствие перенапряжения эмоциональной сферы отрицательными эмоциями, заболеваниях кишечника, или это может быть бронхоспазм у больного бронхиальной астмой только лишь при виде изображения растения аллергена и мн. др.
Одним из видов лечения, который предлагается, является условно-рефлекторная терапия по угашению «лишних» условных рефлексов (охранительное торможение — длительный искусственный сон и другие положительные стимулы; сшибка условных рефлексов с безусловными — формирование рвотной реакции — у алкоголиков по И. Ф. Случевскому и других болевых или вызывающих отвращение стимулов — при неврозах).